# Karaşeyh, Doğubayazıt
Karaşeyh là một xã thuộc huyện Doğubayazıt, tỉnh Ağrı, Thổ Nhĩ Kỳ. Dân số thời điểm năm 2011 là 490 người.